# فيرجيل غونزالفز
فيرجيل غونزالفز (بالإنجليزية: Virgil Gonsalves)‏ هو عازف جاز أمريكي، ولد في 5 سبتمبر 1931 في مونتيري في الولايات المتحدة، وتوفي في 20 أكتوبر 2008.

## وصلات خارجية
- فيرجيل غونزالفز على موقع ميوزك برينز (الإنجليزية)
- فيرجيل غونزالفز على موقع ديسكوغز (الإنجليزية)